# 菲莉丝·弗雷利克
菲莉丝·弗雷利克（英語：Phyllis Frelich，1944年2月29日—2014年4月10日），女，美国演员。曾获得托尼奖最佳话剧女主角。